# Disraeli (Film)
Disraeli ist eine US-amerikanische Filmbiografie über den britischen Premierminister Benjamin Disraeli mit George Arliss in der Hauptrolle. George Arliss gewann für seine Interpretation der Rolle den Oscar als bester Darsteller.

## Handlung
Benjamin Disraeli ist Premierminister und steht in Konflikt mit dem liberalen Oppositionsführer William Ewart Gladstone. Beide streiten vor allem darum, welche Politik Großbritannien in Hinblick auf den gerade fertiggestellten Suezkanal einschlagen soll, der von erheblicher  Bedeutung für den Seeweg nach Indien und damit zu der Kolonie des Königreichs werden wird. Als der ägyptische Machthaber Ismael Pasha in finanzielle Schwierigkeiten gerät, plant Disraeli im Alleingang, die Aktienmehrheit am Kanal zu übernehmen. Seine politischen Gegner torpedieren den Plan, den eine russische Spionin publik gemacht hat. Die Bank von England verweigert dem Premier den notwendigen Kredit für die Transaktion, so dass dieser sich an den unermesslich reichen jüdischen Bankier Hugh Meyers wenden muss. Um die britische Herrschaft über Indien zu sichern, lässt der Premierminister die Königin Victoria zu Kaiserin von Indien krönen. Auf dem Höhepunkt seiner Macht erweist ihm die Königin die einmalige Ehre, persönlich auf einem Empfang in Downing Street zu erscheinen.

## Hintergrund
George Arliss, der seine Bühnenlaufbahn bereits 1887 begann, hatte schon eine erfolgreiche Karriere im Stummfilm hinter sich. Mit dem Aufkommen des Tonfilms waren die meisten Filmstudios auf der Suche nach geeigneten Darstellern, die den Anforderungen des neuen Mediums gerecht werden konnte und verpflichteten daher in großer Zahl Theaterschauspieler. 1928, im Alter von 61 Jahren, entschloss sich Arliss, ein finanziell sehr lukratives Angebot von 100.000 US-Dollar für drei Tonfilme von Warner Brothers anzunehmen. Die Gesellschaft war dank der Innovation des Tonsystems Vitaphone sehr erfolgreich und hatte unter anderem die Konkurrenzfirma First National akquiriert. Warner Brothers waren dafür bekannt, ihre Filme als Massenware in kürzester Zeit mit einem geringen Budget zu drehen. Maximal 15 Drehtage und Gesamtkosten von selten über 125.000   US-Dollar waren für das Gros der Filme die Regel und nur ganz selten investierte die Firmenspitze entsprechende Ressourcen an Zeit und Geld für so genannte Prestigeproduktionen.
Zu diesen Ausnahmen gehörten die Filme mit George Arliss, der für eine hohe Gage verpflichtet wurde und in den Werbeaktionen für seine Filme Anspruch auf den Zusatz "Mister" vor seinem Vornamen hatte, eine hohe Ehre, das Studio nur wenigen Stars zugestand, darunter John Barrymore und Ruth Chatterton, die den Zusatz "Miss" erhielt. Arliss beschränkte sich zunächst darauf, Neuverfilmungen seiner Stummfilmerfolge zu machen. Die Rolle des Benjamin Disraeli hatte er bereits vor etlichen Jahrzehnten auf der Bühne gespielt und eine Filmversion stammte von 1921. Die Handlung nimmt sich etliche Freiheiten gegenüber den tatsächlichen Ereignissen. So war es beispielsweise nicht der Bankier Hugh Myers, sondern die Rothschild-Familie, die das Geschäft um die Suez-Aktien finanzierte. Der Film ist ein gutes Beispiel für die während der frühen Tonfilmzeit vorherrschende Art Regie zu führen. Die Inszenierung bleibt, schon wegen der noch primitiven Aufnahmetechnik,  statisch und die Schauspieler bewegen sich nach Möglichkeit wenig, um nicht aus dem beschränkten Radius der leistungsschwachen Mikrophone zu treten. Das Ergebnis wirkt dann häufig wie ein abfotografiertes Bühnenstück. Auch die Darstellungsweise von George Arliss wurzelt noch stark in der eher auf Gesten aufbauenden Technik des Stummfilms. Der Schauspieler wurde auf der Oscarverleihung 1930 (November) sowohl für Disraeli und für The Green Goddess jeweils für den Oscar als bester Darsteller nominiert und gewann am Ende die Auszeichnung  für Disraeli. The Green Goddess wurde vor Disraeli abgedreht, jedoch erst Mitte 1930 in den Verleih gebracht.
Die junge Joan Bennett, damals noch mit ihrer natürlichen blonden Haarfarbe, spielte eine ihrer ersten größeren Rollen in dem Film. Sie hatte erst einige Monate vorher ihr Debüt an der Seite von Ronald Colman in Bulldog Drummond gegeben.

## Kinoauswertung
Mit Herstellungskosten von 872.000 US-Dollar war „Disraeli“ eine für Warner Brothers sehr teure Produktion. An der Kinokasse erwies sich der Film als populär und konnte am Ende auf ein Gesamteinspielergebnis von 1.498.000 US-Dollar und einen Gewinn für das Studio in Höhe von 626.000 US-Dollar verweisen.

## Kritik
Die New York Times schrieb sehr zuvorkommend über den Film.

„Mr. Arliss ist in seinem Element und er bringt eine derartige Kunstfertigkeit und Überzeugung in seine Interpretation […], dass es eine Freude ist. […] Seine Aussprache und Betonung ist klar und Mr. Arliss zeigt nicht die geringste Angst in der Nähe dieses verräterischen Werkzeuges, dem Mikrophon.“

## Auszeichnungen
Der Film ging mit drei Nominierungen in die Oscarverleihung 1930 (November) und gewann den Preis für George Arliss
- Oscar/Bester Film
- Oscar/Bestes adaptiertes Drehbuch – Julian Josephson
- Oscar/Bester Hauptdarsteller – George Arliss – gewonnen